# Робьон (Воклюз)
Робьо́н (фр. и окс. Robion) — коммуна во французском департаменте Воклюз региона Прованс — Альпы — Лазурный Берег. Относится к кантону Кавайон.

## Географическое положение

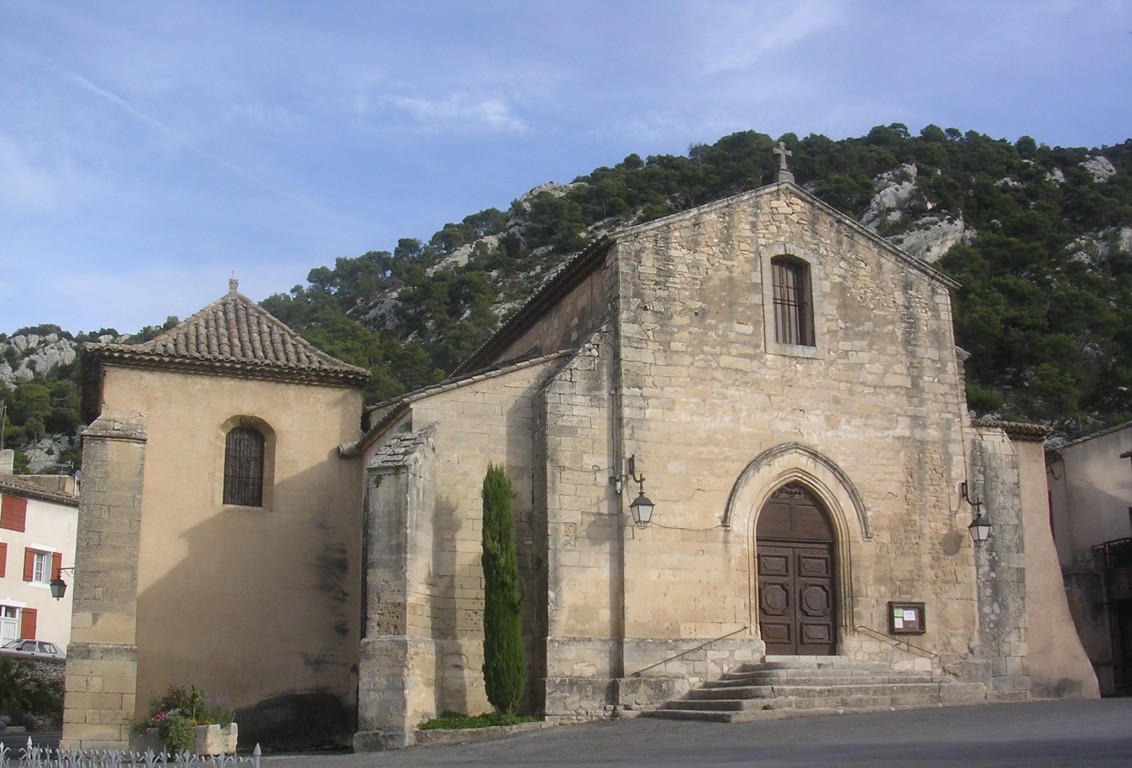
Церковь Рождества Богородицы

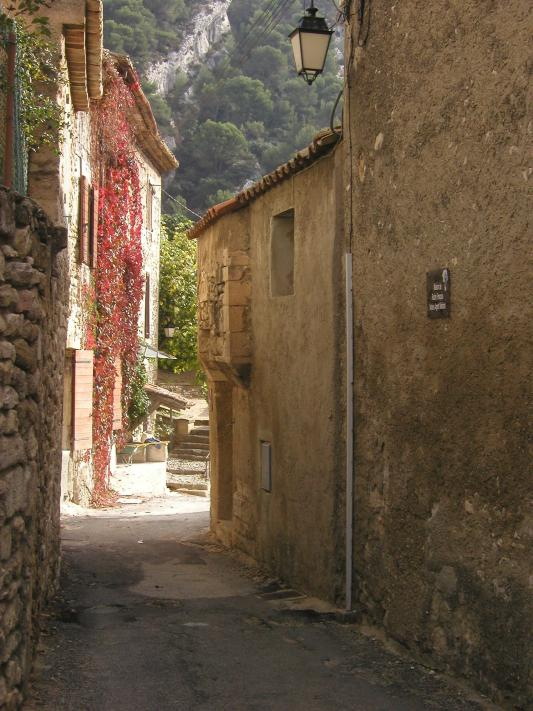
Улица старого города

Робьон расположен в 27 км к юго-востоку от Авиньона. Соседние коммуны: Кустелле на северо-востоке, Мобек, Оппед и Бометт на востоке, Тайяд на юго-западе, Кавайон на западе.

## Гидрография
По территории коммуны протекают три реки: Кулон (носящая имя Калавон до посёлка Бометт), Булон, берущий здесь начало от карстового источника, и Эскансон.

## Демография
Население коммуны на 2010 год составляло 4120 человек.
| 1962 | 1968 | 1975 | 1982 | 1990 | 1999 | 2010 |
| ---- | ---- | ---- | ---- | ---- | ---- | ---- |
| 1925 | 2059 | 2431 | 3197 | 3417 | 3845 | 4120 |

## Достопримечательности
- Церковь Сент-Вьерж-э-Сент-Киттери, впервые упомянута в 1261 году.
- Часовня Нотр-Дам-дез-Анж, сооружена в 1709 году.
- Часовня Сен-Рош, 1632 года, сооружена во время чумных эпидемий.
- Булон, место первоначального расположения деревни, здесь находятся остатки галло-романской культуры.
- Башня Сабрана, находилась на римской Домициевой дороге.